# Stream Sniping
Als Stream Sniping (seltener: Stream Cheating oder Ghosting) wird in der Gamersprache das Betrachten eines Computerspiel-Live-Streams eines Mitspielers bzw. Gegners auf Twitch und vergleichbaren Plattformen bezeichnet, um sich mit den erhaltenen Informationen einen Vorteil zu verschaffen. Es ähnelt damit dem Schauen auf den Bildschirm des Gegners bei Splitscreen-Spielen im Couch-Multiplayer. Der Namensbestandteil „Sniping“ bezieht sich hierbei auf das hinterhältige Beobachten des Gegners, was mit dem Verhalten eines Heckenschützen (engl. sniper) verglichen wird.

## Funktionsweise und Wahrnehmung
Bei einem Live-Stream zeigt der Streamer den Zuschauern das Spielgeschehen aus seiner Sicht, dabei sind auch Informationen sichtbar, die einem Gegenspieler Vorteile verschaffen können. Beispielsweise bei Online-Poker die eigenen Karten oder bei Shootern die eigene Ausrüstung und Position. Außerdem ist es üblich, dass der Streamer das Spielgeschehen und beispielsweise geplante Taktiken kommentiert. Da das Mithören bzw. -sehen von solchen Informationen durch andere teilnehmende Spieler als unfair angesehen wird, ist Stream-Sniping je nach Spiel zumindest verpönt oder wird als Cheating angesehen. Wird Stream Sniping im E-Sport angewandt, stellt dies einen Disqualifizierungsgrund dar, da sich so ein unfairer und regelwidriger Vorteil verschaffen wird.

## Bekannte Beispiele und Praxis
Ein bekanntes von Stream-Sniping-Vorfällen betroffenes Spiel ist Fortnite. Auch andere Battle-Royale-Titel wie PlayerUnknown’s Battlegrounds und DayZ oder Ego-Shooter wie Counter-Strike: Global Offensive haben mit dem Problem zu kämpfen. Von Benutzern erstellte Spieleserver setzen oft Plugins gegen Stream-Sniping ein und verbieten dies ausdrücklich in ihrem Regelwerk. Bei Karten- und Strategiespielen wie Hearthstone: Heroes of Warcraft oder Online-Poker entspricht Stream Sniping dem Verhalten, in die Karten des Gegners zu schauen.

## Motivation und Gründe
Neben dem bewussten Ausnutzen der Informationen, um sich einen unfairen Vorteil im Spiel zu verschaffen („Cheating“), kann auch der eigentliche Livestream und deren Zuschauer das Ziel sein. So ist ein weiteres Motiv von Stream Snipern das Trollen der jeweiligen Personen, um dadurch die Personen zu ärgern und Aufmerksamkeit im Stream und Chat zu erhalten. So wurde z. B. der Streamer DrDisrespect beim Spielen von PlayersUnknown's Battlegrounds ununterbrochen im Spiel angehupt, ein Trend der auch als Stream Honking bezeichnet wird. Ebenfalls wird Stream Sniping als Grundlage für Griefing und Plünderungen von InGame-Items genutzt. Stream Sniping kann auch eine virtuelle Form des Stalking darstellen, wenn ein Streamer die ganze Zeit im Spiel unwillentlich verfolgt und belästigt wird.

## Maßnahmen gegen Stream Sniping
Für Spielehersteller und Plattformanbieter gibt es die Möglichkeit, Spieler zu sperren, wenn diese beim Stream Sniping erwischt werden. Eine andere Möglichkeit stellt die Anonymisierung von Spielernamen im Spiel dar, was aber ein Spiel weniger attraktiv macht. Hierdurch wird die Zuordnung vom im Spiel dargestellten Gegenspieler zum Streamer-Account erschwert. Neben Fortnite führte auch das Computerspiel Rust einen solchen anonymisierenden Modus ein. Als dritte Option gibt es die Möglichkeit, den Live-Stream mindestens 30 bis 60 Sekunden zeitverzögert zu senden, wodurch ein Gegner keine aktuellen Informationen mehr erhält, aber auch die Interaktionsmöglichkeiten der Zuschauer mit dem Streamer gestört werden.